# Graacher Josephshöfer
Josephshöfer ist eine Monopollage des Weinguts Reichsgraf von Kesselstatt und liegt in Graach an der Mosel im Landkreis Bernkastel-Wittlich (Rheinland-Pfalz). Sie gehört zur Großlage Münzlay. Die Lage besitzt eine Gesamtfläche von 5 ha und ist im Alleinbesitz des Weinguts. Sie liegt 119 bis 165 m ü. NHN und hat eine Süd-Süd-West-Ausrichtung sowie eine Neigung von 44–53 %.

## Bodenverhältnisse
Tiefgründiger, grauer Devonschiefer-Verwitterungsboden mit hohem Feinerdeanteil (für Moselverhältnisse ein relativ schwerer Boden).

## Weintyp
Das Ergebnis dieser Monopol-Lage sind körperreiche, würzige Weine mit viel Charme und einem unglaublichen Reifepotenzial. Charakteristisch ist oft das unverkennbare Aroma von Orangenblüten und Mandarinenschalen mit einem Anflug von wilden Kräutern und erdig würzigen Komponenten zu finden.